# Manuel Pérez Feliu
Manuel Pérez Feliu (Alacant, 6 de setembre de 1892 - Paterna, 27 d'agost de 1940) fou un dirigent anarcosindicalista valencià.
Era d'origen català i fou un actiu militant de la CNT i de la Federació Anarquista Ibèrica. Durant la guerra civil espanyola fou membre del Comitè Regional de Llevant tant de CNT com de FAI. Quan fracassà a València el cop d'estat del 18 de juliol de 1936 dirigí les brigades populars de la policia i més tard representà la CNT en el Comitè Executiu Popular de València, en el Consell Valencià de Seguretat i en el Tribunal Especial de Justícia. El 1939 va exercir com a alcalde en funcions de València. En acabar la guerra fou detingut i afusellat a Paterna el 27 d'agost de 1940 amb uns altres 20 presoners.